# Metylotransferazy DNA
Metylotransferazy DNA (DNA MTases)  – enzymy z grupy transferaz katalizujące reakcję przeniesienia grupy metylowej z S-adenozylometioniny na zasadę cytozynową lub adeninową w DNA (metylacja DNA). Metylacji może ulec jedna lub obie jej nici. Rozpoznają specyficzne sekwencje nukleotydowe, zwykle palindromowe.
Metylotransferazy DNA u eukariotów związane są m.in. z mechanizmami regulacji ekspresji genów (epigenetyką), ochroną przed ruchomymi elementami genetycznymi, zachowaniem integralności genomu, imprintingiem genomowym, inaktywacją chromosomu X, kancerogenezą. U prokariotów są związane z systemem restrykcji-modyfikacji chroniącym przed obcym DNA.
W organizmach eukariotycznych typowa metylotransferaza DNA katalizuje reakcję przyłączania grupy metylowej do cytozyna|cytozyny, tworząc 5-metylocytozynę. Metylowane są jednak głównie cytozyny wchodzące w skład dinukleotydu 5’–CG–3’, a u roślin 5’–CNG–3’.
Można wyróżnić metylację zachowawczą, związaną z zachowaniem wzorca metylacji po replikacji DNA, oraz metylację de novo, kiedy grupy metylowe przyłączane są w nowych miejscach (zmiana wzorca metylacji). Metylotransferazy DNA eukariotów można zgrupować w rodzinę złożoną z Dnmt1, Dnmt2, Dnmt3a, Dnmt3b i Dnmt3L. Metylotransferaza Dnmt1 związana jest z metylacją zachowawczą, Dnmt3a i Dnmt3b z metylacją de novo, a DnmtL z imprintingiem genomowym.